# Хроника Великой Отечественной войны (январь 1945 года)

## 1 января1945 года. 1290-й день войны
Будапештская операция. 4-я гвардейская армия 3-го Украинского фронта Ф. И. Толбухина на внешнем фронте окружения будапештской группировки противника, на левом фланге, пыталась ликвидировать выступ в обороне противника на участке к югу от Мора. На правом фланге войска армии перешли к обороне (см. карту — Будапештская операция (107КБ)).
Совинформбюро. В течение 1 января на территории ЧЕХОСЛОВАКИИ наши войска, наступающие в направлении города ЛУЧЕНЕЦ, с боями заняли населённые пункты ВЕЛИКИЕ ДРАВЦЕ, БОЛЬКОВЦЕ, НИТРА…
В районе БУДАПЕШТА наши войска, продолжая бои по уничтожению окружённой в городе группировки противника, заняли свыше 200 кварталов и железнодорожную станцию РАКОШ в восточной части города.
ОПЕРАТИВНО-РАЗВЕДЫВАТЕЛЬНАЯ СВОДКА ШТАБА ПАРТИЗАНСКОГО ДВИЖЕНИЯ ПРИ ВОЕННОМ СОВЕТЕ 4-го УКРАИНСКОГО ФРОНТА ЗА ПЕРИОД с 1 по 10 ЯНВАРЯ 1945 г.: С 1 января немцы и казаки начали концентрировать крупные силы вокруг лагеря соединения в районах сёл Тепличка, Черны Ваг, Мажулина (20—35 километров северо-восточнее Брезно), имея задачу произвести облаву и уничтожить партизан соединения, находившегося в районе отм. 1728 (северо-восточнее Брезно 22 километра). В связи с этим соединение покинуло лагерь и к 4 января вышло в район 20 километров юго-восточнее Липт Св. Микулаш. Соединение движется в северо-западном направлении, имея задачу выйти для боевых действий в район Ружомберок. г) 1 января 1945 г. разведкой установлено:
В местечке Тиссовец в доме рядом с кинотеатром размещено два генерала — один немец, второй мадьяр. Вокруг дома выставлена сильная охрана. В синагоге расположен склад с продовольствием…

## 2 января1945 года. 1291-й день войны
Будапештская операция. В ночь на 2 января 4-й танковый корпус СС в составе пяти танковых и трёх пехотных дивизий после короткой артиллерийской подготовки внезапно перешёл в наступление из района юго-восточное Комарно и к рассвету прорвал оборону правофлангового 31-го гвардейского стрелкового корпуса 4-й гвардейской армии 3-го Украинского фронта. Одна пехотная дивизия противника нанесла вспомогательный удар вдоль Дуная на Эстергом, форсировав Дунай и высадив десант в районе Шютте. Введя с утра в бой главные силы, враг развернул наступление в направлении Бичке. Немецкие войска, окружённые в Будапеште, предприняли попытку пробиться навстречу деблокирующей группировке.
Совинформбюро. В течение 2 января в районе БУДАПЕШТА наши войска вели бои по уничтожению окружённой группировки противника и заняли 232 квартала в восточной части и 63 квартала в западной части города.
Юго-восточнее города КОМАРНО наши войска отбивали атаки крупных сил пехоты и танков противника и нанесли ему большие потери в живой силе и технике.

## 3 января1945 года 1292-й день войны
Совинформбюро. В течение 3 января на территории Чехословакии наши войска, наступающие на город ЛУЧЕНЕЦ с востока и юга, овладели населёнными пунктами ОЖДЯНЫ, ДВОЙКЕРЕСТЮР, ДОЛА…
В районе БУДАПЕШТА наши войска продолжали вести бои по уничтожению окружённой группировки противника, в ходе которых заняли 136 кварталов в восточной части и 31 квартал в западной части города.
Юго-восточнее города КОМАРНО наши войска отбивали атаки крупных сил пехоты и танков противника, стремящегося пробиться на помощь к своей окружённой группировке в городе БУДАПЕШТЕ. Ценой больших потерь в живой силе и технике противнику удалось занять несколько населённых пунктов на южном берегу ДУНАЯ.
По данным местных жителей от 3 января, станки заводов, изготовляющих пушечные лафеты, находящиеся в городе Ружомберок и селе Рибар Поле (2 километра западнее Ружомберок), эвакуируются в город Брюк (Мост) — 75 километров северо-восточнее Прага. Туда же эвакуируются из города Ружомберок станки бумажных и текстильных предприятий

## 4 января1945 года. 1293-й день войны
Будапештская операция. По приказу Ставки ВГК от 4 января 6-я гвардейская танковая и 7-я гвардейская армии 2-го Украинского фронта нанесли удар из района Каменицы вдоль северного берега Дуная на Комарно с целью овладеть переправами через Дунай у Комарно и выйти в тыл комарновской группировки врага. Одновременно часть сил 3-го Украинского фронта наступала из района Бичке в направлении Несмей — Комарно с целью разгромить совместно с 2-м Украинским фронтом группировку противника, наступавшую на Будапешт.
Совинформбюро. В течение 4 января в районе БУДАПЕШТА наши войска, продолжая бои по очищению города от противника, заняли 277 кварталов. Одновременно северо-западнее БУДАПЕШТА наши войска отбивали атаки крупных сил пехоты и танков противника, стремящегося, несмотря на большие потери, прерваться на помощь к своей окружённой в городе БУДАПЕШТЕ группировке…
Из групп товарищей Гайдина и Савицкого, отбившихся от бригады под командованием капитана товарища Валянского во время облав, проводившихся в период с 4 по 18 декабря 1944 г. регулярными войсками противника, и прибывших в соединение подполковника товарища Щукаева, 4 января сформирован отряд численностью 70 человек под командованием товарища Гайдина. Отряд обеспечен радиостанцией, радиопитанием и боеприпасами. Отряду поставлена задача выйти для боевых действий в район Жилина.

## 5 января1945 года. 1294-й день войны
Совинформбюро. В течение 5 января в районе БУДАПЕШТА наши войска вели бои по уничтожению окружённой в городе группировки противника и заняли 233 квартала…
Северо-западнее БУДАПЕШТА наши войска успешно отбили ряд сильных атак пехоты и танков противника, пытавшегося пробиться к БУДАПЕШТУ…

## 6 января1945 года. 1295-й день войны
Будапештская операция. К исходу 6 января противник продвинулся на глубину 25—37 километров и вышел на фронт восточнее Эстергома — Дорог — севернее Бичке — Фелынёгалла — Банхида, где был остановлен войсками 3-го Украинского фронта.
6 января 7-я гвардейская армия М. С. Шумилова и 6-я гвардейская танковая армия А. Г. Кравченко 2-го Украинского фронта перешли в наступление с рубежа реки Грон. Советские войска внезапной ночной атакой, без артиллерийской подготовки, форсировали Грон во всей 30-километровой полосе наступления, захватили значительный плацдарм, продвинулись на глубину до 30 километров и устремилась к Комарно.
Совинформбюро. В течение 6 января в районе БУДАПЕШТА наши войска, продолжая бои по уничтожению окружённой группировки противника, заняли 173 квартала…
Северо-западнее БУДАПЕШТА наши войска отбивали атаки крупных сил пехоты и танков противника и нанесли ему большие потери в живой силе и технике.

## 7 января1945 года. 1296-й день войны
Будапештская операция. 7 января противник сосредоточил в районе выступа южнее Мора против 20-го гвардейского стрелкового корпуса H. И. Бирюкова три танковые дивизии и одну кавалерийскую бригаду и нанёс второй удар в направлении Замоя, стремясь соединиться с главными силами, наступавшими с севера на Бичке, и вместе с ними продолжить наступление на Будапешт.
6-я гвардейская танковая армия 2-го Украинского фронта завязала бои на восточной окраине г. Комарно и создала угрозу флангу и тылу вражеской группировки, наступавшей на Будапешт. Противник перебросил свои резервы на это направление. В междуречье Грон — Нитра завязались ожесточённые бои. Врагу удалось потеснить советские войска. К исходу 13 января они перешли к обороне, закрепившись на рубеже Чата — Карва.
Совинформбюро. В течение 7 января в районе БУДАПЕШТА наши войска вели бои по очищению города от противника и заняли 116 кварталов.
Северо-западнее и западнее БУДАПЕШТА наши войска отбивали атаки крупных сил пехоты и танков противника, стремящегося, несмотря на большие потери, прорваться к БУДАПЕШТУ. После упорных боёв наши войска оставили город ЕСТЕРГОМ.
На северном берегу ДУНАЯ севернее города ЕСТЕРГОМ наши войска, сломив сопротивление противника, продвинулись к западу от реки ГРОН более чем на 20 километров, заняв при этом крупные населённые пункты КАМЕНДИН, ЛИБАД, БЕЛА…

## 8 января1945 года. 1297-й день войны
Совинформбюро. В течение 8 января в районе БУДАПЕШТА наши войска, уничтожая группировку противника, окружённую в городе, заняли 130 кварталов.
Северо-западнее и западнее БУДАПЕШТА атаки крупных сил пехоты и танков противника отбивались нашими войсками…
На северном берегу ДУНАЯ восточнее города КОМАРНО нашими войсками с боями заняты населённые пункты ДИВА, ШАРКАН, ШРОБАРОВА…

## 9 января1945 года. 1298-й день войны
Будапештская операция. К 9 января, несмотря на сложные метеорологические условия, передовые советские части вели бои уже на подступах к Нове-Замки и за Комарно. Немецкое командование перебросило к району прорыва дополнительные силы, в том числе немецкую 20-ю танковую и венгерскую 2-ю танковую дивизии. Противнику удалось задержать наступление советских войск, а затем в течение 9—11 января нанести по ним несколько контрударов.
Совинформбюро. В течение 9 января в районе БУДАПЕШТА наши войска продолжали бои по уничтожению окружённой в городе группировки противника и, сжимая кольцо окружения, заняли главный ипподром (превращённый немцами в аэродром), городской парк КБПЛИГЕТ, нефтеперегонный завод, машиностроительный (танкостроительный) завод «Гофхер Шранц», городской район ПЕШТСЕНТЭРЖЭБЕТ и очищали от противника городской район КИШПЕШТ…
Северо-западнее и западнее БУДАПЕШТА наши войска успешно отбивали атаки пехоты и танков противника…
На северном берегу ДУНАЯ северо-восточнее и восточнее города КОМАРНО наши войска, продолжая наступление, овладели крупными населёнными пунктами СОЛДИ-НЫ, НОВАЯ ДЯЛА, СВЯТОЙ ПЕТЕР…

## 10 января1945 года. 1299-й день войны
1-й Прибалтийский фронт. 10 января крупные силы немецкой пехоты при поддержке танков атаковали части 92-го стрелкового корпуса генерала Н. Б. Ибянского 43-й армии А. П. Белобородова из района Клайпеды в направлении на Кретингу. На следующий дань наступающие немецкие части были повсюду остановлены, а 12 января решительными контратаками соединений 92-го стрелкового корпуса отброшены назад. 51-я армия Я. Г. Крейзера отразила попытки противника нанести встречный удар.
Совинформбюро. В течение 10 января северо-восточнее города KOMAPHO наши войска с боями заняли населённые пункты БИНЯ, БАРТ, НОВА ВЬЕСКА…
В БУДАПЕШТЕ наши войска, сжимая кольцо окружения немецко-венгерской группировки, с боями заняли городские районы КАПОСТАШМЕДЬЕР, УЙПЕШТ, РАКОШПА-ЛОТА, ПАЛОТАУЙФАЛУ, ПЕШТУЙХЕЛЬ, КИШПЕШТ, КОШУТФАЛВА, крупный заводской район ЧЕПЕЛЬ и остров ОБУДАЙ с судостроительными верфями…
Северо-западнее и западнее БУДАПЕШТА атаки пехоты и танков противника успешно отбивались нашими войсками…

## 11 января1945 года. 1300-й день войны
Будапештская операция. Второй удар противника в направлении Замоя был отражён 20-м гвардейским стрелковым корпусом H. И. Бирюкова, при этом особенно отличились бойцы 5-й гвардейской воздушно-десантной дивизии. В боях принял участие располагавшийся на глубине до 10 километров армейский резерв — 7-й механизированный корпус. Большую роль сыграло сосредоточение на участке прорыва десяти истребительно-противотанковых, миномётных и артиллерийских полков. Противник за пять дней наступления смог продвинуться на 6—7 километров и 12 января был вынужден перейти к обороне.
Совинформбюро. В течение 11 января в районе БУДАПЕШТА наши войска, продолжая бои по уничтожению окружённой в городе группировки противника, овладели городским районом АНДЬАЛФЕЛД, железнодорожной станцией РАКОШИ, казармами «Пальффи» и «Андраши», железнодорожной товарной станцией, машиностроительным заводом «Ганц Данубе»…
Северо-западнее и западнее БУДАПЕШТА наши войска отбивали атаки крупных сил пехоты и танков противника и нанесли ему большие потери.

## 12 января1945 года. 1301-й день войны
Висло-Одерская операция. Началась Висло-Одерская стратегическая наступательная операция войск 1-го Белорусского фронта Г. К. Жукова и 1-го Украинского фронта И. С. Конева при содействии войск левого крыла 2-го Белорусского фронта К. К. Рокоссовского и правого крыла 4-го Украинского фронта И. Е. Петрова, продолжавшаяся до 3 февраля 1945 года. В рамках данной операции проведены Варшавско-Познанская и Сандомирско-Силезская фронтовые наступательные операции (см. карту — Освобождение Польши 12 января — 3 февраля 1945 года (1,7МБ)).
Началась Сандомирско-Силезская наступательная операция войск 1-го Украинского фронта, продолжавшаяся до 3 февраля.
В 5 часов утра 12 января передовые батальоны стрелковых дивизий 1-го Украинского фронта с Сандомирского плацдарма атаковали противника, с ходу уничтожили его боевое охранение в первой траншее и в некоторых местах овладели второй траншеей. Артиллерийская подготовка началась в 10 часов. Мощным артиллерийским огнём большая часть живой силы и боевой техники противника, оборонявшегося на первой позиции, была уничтожена. От огня дальнобойной артиллерии понесли потери вражеские резервы.
В 11 часов 47 минут советская артиллерия перенесла огонь в глубину, и штурмовые батальоны при поддержке танков двинулись в атаку. Войска ударной группировки фронта прорвали первые две позиции главной полосы обороны противника и местами завязали бои за третью позицию. Для завершения прорыва главной полосы обороны в сражение были введены 3-я гвардейская танковая армия генерала П. С. Рыбалко, 4-я танковая армия генерала Д. Д. Лелюшенко, 31-й и 4-й гвардейский танковые корпуса 5-й гвардейской армии А. С. Жадова.
К исходу первого дня наступления войска фронта прорвали главную полосу обороны 4-й немецкой танковой армии на глубину 15—20 километров, вышли ко второй полосе обороны и завязали бои с оперативными резервами врага.
Западно-Карпатская операция. Началась Западно-Карпатская стратегическая наступательная операция войск 4-го Украинского фронта И. Е. Петрова и 2-го Украинского фронта Р. Я. Малиновского, продолжавшаяся до 18 февраля. В рамках данной операции проведены: Кошицке-Попрадская, Бельская, Плешивец-Брезновская фронтовые наступательные операции (см. карту — Западно-Карпатская наступательная операция 12 января — 18 февраля 1945 года (87КБ)).
12 января начали наступление 40, 27, 53-я армии 2-го Украинского фронта и 18-я армия 4-го Украинского фронта. Горно-лесистая местность Карпат, снегопад, сменяющийся дождями, и туманы затрудняли наступательные действия войск.
Совинформбюро. В течение 12 января в БУДАПЕШТЕ наши войска, сжимая кольцо окружения немецко-венгерской группировки, овладели городским парком ВАРОШЛИГЕТ, городским кладбищем КЕРЕПЕШИ, нефтеочистительным заводом, оружейным заводом, заводом удобрений…
Северо-западнее и западнее БУДАПЕШТА атаки пехоты и танков противника отбивались нашими войсками…

## 13 января1945 года. 1302-й день войны
Ставка Верховного Главнокомандования. 13 января войскам 1-го и 2-го Прибалтийских фронтов было приказано перейти к обороне.
Восточно-Прусская операция (1945). 13 января началась Восточно-Прусская стратегическая наступательная операция войск 2-го Белорусского фронта К. К. Рокоссовского, 3-го Белорусского фронта И. Д. Черняховского, части сил 1-го Прибалтийского фронта И. Х. Баграмяна при содействии Балтийского флота, продолжавшаяся до 25 апреля. В рамках данной операции проведены: Инстербургско-Кёнигсбергская, Млавско-Эльбингская, Растенбургско-Хайльсбергская, Браунсбергская и Земландская фронтовые наступательные операции, штурм Кёнигсберга (см. карту — Разгром Восточно-Прусской группировки. 13 января — 26 апреля 1945 года (1,6МБ)).
Началась Инстербургско-Кёнигсбергская наступательная операция войск 3-го Белорусского фронта, продолжавшаяся до 27 января. 13 января после трёхчасовой артподготовки 5, 28 и 39-я армия и чуть позднее 2-й гвардейский танковый корпус перешли в наступление против 3-й немецкой танковой армии, прорвали её фронт в центре, по обе стороны Шлоссберга, и отбросили её к реке Инстер севернее Инстербурга.
Висло-Одерская операция. 13 января ударная группировка 1-го Украинского фронта предприняла охватывающий манёвр в северном направлении на Кельце. Пытаясь остановить наступление советских войск, немецкий 24-й танковый корпус нанёс удар по северному флангу вклинившихся советских войск. Одновременно противник перешёл в наступление из района Пиньчув в направлении Хмельника.
4-я танковая армия Д. Д. Лелюшенко и 13-я армия H. П. Пухова успешно отразили атаки танкового корпуса противника и форсировали реку Чарна Нида. 3-я гвардейская танковая армия П. С. Рыбалко, 52-я армия К. А. Коротеева и 5-я гвардейская армия А. С. Жадова отбили атаки противника в районе Хмельника и продвинулись на 20—25 километров. К исходу дня советские войска овладели городами и важными узлами дорог Хмельник и Буско-Здруй и форсировали реку Нида в районе Хенцины на участке шириной 25 километров. Используя успех ударной группировки фронта, левофланговая 60-я армия П. А. Курочкина перешла в наступление в направлении на Краков.
Будапештская операция. Командующий 2-м Украинским фронтом Р. Я. Малиновский усилил 7-ю гвардейскую армию и 6-ю гвардейскую танковую армии одним стрелковым и одним механизированным корпусами. Но этих сил оказалось недостаточно, чтобы сломить возросшее сопротивление врага в районе Комарно. Напротив противник 13 января потеснил 7-ю гвардейскую армию. 14 января части, находившиеся на правом берегу Грона, по приказу командующего фронтом перешли к обороне.
Совинформбюро. Войска 1-го УКРАИНСКОГО фронта, перейдя в наступление 12 января из района западнее САНДОМИРА, несмотря на плохие условия погоды, исключающие боевую поддержку авиации, прорвали сильно укреплённую оборону противника на фронте протяжением 40 километров. Решающее значение в прорыве обороны противника имело мощное и хорошо организованное артиллерийское наступление. В течение двух дней наступательных боёв войска фронта продвинулись вперёд до 40 километров, расширив при этом прорыв до 60 километров по фронту. В ходе наступления наши войска штурмом овладели сильными опорными пунктами обороны противника ШИДЛУВ, СТОПНИЦА, ХМЕЛЬНИК…
В городе БУДАПЕШТЕ наши войска, продолжая бои по уничтожению окружённой немецко-венгерской группировки, заняли 94 квартала.

## 14 января1945 года. 1303-й день войны
Восточно-Прусская операция (1945). Началась Млавско-Эльбингская наступательная операция, продолжавшаяся до 26 января. 14 января на млавском направлении перешли в наступление войска 2-го Белорусского фронта. В условиях тумана и снегопада пришлось отказаться от использования авиации.
Артиллерийская подготовка началась в 10 часов утра. В течение пятнадцати минут после начала артподготовки передовые батальоны дивизий первого эшелона, действовавших с ружанского плацдарма, овладели первой траншеей, а затем заняли и вторую траншею противника. В результате успешных действий передовых батальонов артиллерийская подготовка была прекращена досрочно, и артиллерия перенесла огонь в глубину. В полосах действий 70-й, 65-й армий и на правом фланге 2-й ударной армии передовые батальоны были остановлены огнём противника. Поэтому здесь артиллерийская подготовка велась в течение 85 минут, как предусматривалось планом.
По мере продвижения в глубину обороны сопротивление врага усиливалось. Со второй половины дня противник стал переходить в контратаки. В ходе тяжёлого боя 2-я ударная армия И. И. Федюнинского продвинулась на 3—6 километров, 3-я армия А. В. Горбатова овладела двумя траншеями и продвинулась к концу дня от 3 до 7 километров. 48-я армия Н. И. Гусева продвинулась на 5—6 километров. 65-я армия П. И. Батова завершила прорыв первой полосы вражеской обороны, овладев пасельским опорным пунктом, и обошла сильный пултусский укреплённый район. Наступление продолжалось и ночью.
На правом крыле фронта, на участке 50-й армии И. В. Болдина противник прочно удерживал рубеж по Августовскому каналу, отражая все наши попытки потеснить его на отдельных направлениях.
Висло-Одерская операция. 14 января началась Варшавско-Познанская наступательная операция войск 1-го Белорусского фронта Г. К. Жукова, продолжавшаяся до 3 февраля.
Наступление с Магнушевского и Пулавского плацдармов началось после 25-минутного огневого налёта артиллерии. Передовые батальоны прорвали первую позицию обороны противника и начали успешно продвигаться вперёд. Вслед за ними в сражение были введены главные силы ударной группировки фронта. Преодолев первые позиции вражеской обороны, войска фронта начали продвигаться вперёд. 5-я ударная армия генерал-полковника Н. Э. Берзарина, наступавшая с Магнушевского плацдарма, к исходу дня продвинулась на 12 км, а ночью захватила мост на реке Пилица. 8-я гвардейская армия генерал-полковника В. И. Чуйкова в тяжёлых боях овладела первой позицией противника. В полосе 69-й армии, наступавшей с пулавского плацдарма, был введён в сражение 11-й танковый корпус, который нанёс сильный удар по противнику, с ходу форсировал реку Зволенька, овладел узлом обороны Зволень и завязал бои за Радом. В полосе 33-й армии вступил в сражение 9-й танковый корпус.
В первый же день операции ударные группировки 1-го Белорусского фронта взломали главную полосу обороны противника напротив плацдармов и, продвинувшись в течение дня на участках прорыва на глубину 12—18 км, образовали во вражеской обороне две большие бреши: одну — против Магнушевского плацдарма, шириной в 30 км и другую — против Пулавского плацдарма шириной до 35 км.
Немецкое командование ввело в бой вторые эшелоны пехотных дивизий и резервы армейских корпусов. На участках прорыва враг предпринимал многочисленные контратаки, но все они были отбиты.
14 января 3-я гвардейская армия, 13-я армия и 4-я танковая армия 1-го Украинского фронта, отразив в районе Кельце на рубеже реки Чарна Нида контратаки 24-го немецкого танкового корпуса, вышли на подступы к Кельце и окружили группировку врага южнее реки Чарна Нида. Для развития успеха с рубежа реки Нида в сражение введена 59-я армия, находившаяся во втором эшелоне 1-го Украинского фронта. Главные силы фронта преодолели вражеский рубеж обороны на Ниде, прошли 20—25 километров, перерезали в районе Енджеюв железную и шоссейную дороги Варшава — Краков.
Западно-Карпатская операция. К исходу 15 января прорыв в обороне врага был расширен до 80 километров по фронту и 18 километров в глубину. Но чем дальше, тем труднее было вести наступление. Все удобные для движения пути в горах враг подготовил к обороне, создав мощные и хорошо укреплённые узлы сопротивления. 40-й армия Ф. Ф. Жмаченко 14 января овладела городом Плешивец. 27-я армия С. Т. Трофименко освободила город Лученец и наступала дальше на Зволен.
Совинформбюро. В течение 14 января южнее и юго-западнее города КЕЛЬЦЕ наши войска, продолжая развивать наступление, овладели важным узлом коммуникаций городом ПИНЧУВ… Таким образом, наши войска форсировали реку НИДА, на фронте в 60 километров, не дав противнику возможности организовать здесь оборону, и перерезали железную дорогу КЕЛЬЦЕ — КРАКОВ.
На территории ЧЕХОСЛОВАКИИ наши войска, сломив сопротивление противника, овладели городом и железнодорожным узлом ЛУЧЕНЕЦ, городом и узловой железнодорожной станцией ПЛЕШИВЕЦ…
В БУДАПЕШТЕ наши войска, сжимая кольцо окружения немецко-венгерской группировки, овладели восточным вокзалом, станцией пригородных поездов ЧЕМЕР, городским газовым заводом и заняли более 200 кварталов…

## 15 января1945 года. 1304-й день войны
Восточно-Прусская операция (1945). 50-я армия И. В. Болдина 2-го Белорусского фронта атаковала противника на рубеже по Августовскому каналу. Противник, стянув за ночь большие силы и введя в бой части моторизованной дивизии «Великая Германия» и новые пехотные части, поддержанные мощным артиллерийским и миномётным огнём перешёл в наступление против 3-й армии А. В. Горбатова. 3-я армия отразила все попытки врага прорваться через её боевые порядки. На направлениях действий 48-й, 2-й Ударной, 65-й и 70-й армий противник ввёл в бой все силы, стремясь ликвидировать трещины, образовавшиеся в обороне.
Для ускорения прорыва вражеской обороны на участках 48-й, 2-й Ударной и 65-й армий были введены в бой танковые корпуса. Фронт обороны противника на главном направлении был прорван.
Висло-Одерская операция. 15 января после 30—40-минутной артиллерийской подготовки советские войска продолжали наступление. В районе магнушевского плацдарма советские части и соединения углубились в оборону врага на 25 километров. 5-я ударная армия Н. Э. Берзарина 1-го Белорусского фронта, сломив упорное сопротивление противника, форсировала Пилицу и отбросила врага в северо-западном направлении. В полосе действий 8-й гвардейской армии В. И. Чуйкова, в прорыв была введена 1-я гвардейская танковая армия М. Е. Катукова. Танковые войска, форсировав Пилицу, начали преследовать отступавшего врага. Использовав успех танков, стрелковые войска расширили прорыв к северу. В районе пулавского плацдарма советские войска продвинулись вперёд до 40 километров, форсировали реку Радомка и завязали бои за город Радом.
Командование 9-й немецкой армии ввело в сражение две танковые дивизии 40-го танкового корпуса, находившегося в резерве. Но они вводились в бой по частям на широком фронте против обеих группировок 1-го Белорусского фронта и не смогли остановить стремительного продвижения Красной Армии.
«К вечеру 15 января,—указывает Типпельскирх,— на участке от реки Нида до реки Пилица уже не было сплошного, органически связанного немецкого фронта. Грозная опасность нависла над частями 9-й армии, все ещё оборонявшимися на Висле у Варшавы и южнее. Резервов больше не было.»
Немецкое командование предприняло также контрудар силами 24-го танкового корпуса против войск 1-го Украинского фронта. 15 января войска 3-й гвардейской, 13-й и 4-й танковой армий разгромили основные силы 24-го немецкого танкового корпуса, завершили ликвидацию частей, окружённых южнее реки Чарна Нида, и овладели городом Кельце. Войска правого крыла фронта, задержанные отражением контрудара у Кельце, не успели окружить островецкую группировку немцев. Командующий 4-й немецкой танковой армией 15 января отдал приказ об отходе частей 42-го армейского корпуса в район Скаржиско-Каменна.
На ченстоховском направлении войска 3-й гвардейской танковой, 52-й и 5-й гвардейской армий, преследуя врага, преодолели расстояние в 25—30 километров и на широком фронте вышли к реке Пилица. Действовавший в полосе наступления 5-й гвардейской армии 31-й танковый корпус Г. Г. Кузнецова форсировал Пилицу и захватил плацдарм на её левом берегу.
На левом крыле 1-го Украинского фронта 60-я армия П. А. Курочкина 59-я армия И. Т. Коровникова вместе с 4-м гвардейским танковым корпусом П. П. Полубоярова, вели наступление на Краков. К исходу 15 января они приблизились к городу на 25—30 километров.
Западно-Карпатская операция. 15 января в наступление в направлении на Новы-Сонч перешла 38-я армия К. С. Москаленко 4-го Украинского фронта. В первый же день армия прорвала оборону противника и за 4 дня продвинулась на глубину до 80 км.
Совинформбюро. Войска 1-го УКРАИНСКОГО фронта, развивая стремительное наступление, 15 января овладели крупным административно-хозяйственным центром Польши городом КЕЛЬЦЕ…
На территории ЧЕХОСЛОВАКИИ северо-восточнее города ЛУЧЕНЕЦ наши войска с боями заняли населённые пункты ДОЦИНЦЕ, ЦЕМЕРСКЕ ЛЕВЕРЕ…
В городе БУДАПЕШТЕ наши войска, продолжая бои по уничтожению окружённой немецко-венгерской группировки, овладели военным госпиталем № 2, сапёрными и железнодорожными казармами, военно-продовольственными складами, товарной станцией, западным вокзалом, городским театром Вароши…

## 16 января1945 года. 1305-й день войны
Восточно-Прусская операция (1945). 16 января в полосе наступления 5-й армии Н. И. Крылова 3-го Белорусского фронта в сражение был введён 2-й гвардейский танковый корпус А. С. Бурдейного. При содействии авиации танковый корпус успешно прорвал вторую полосу обороны противника. Командующий немецкой 3-й танковой армией решил оставить обороняемые позиции на всем лаздененском выступе, чтобы высвободить силы для переброски их на направление главного удара советских войск.
Войска 2-го Белорусского фронта овладели городом Пултуском на правом берегу реки Нарев и перерезали железную дорогу Цеханов — Модлин. 16 января для развития успеха в направлении на Млаву в полосе наступления 48-й армии в прорыв был введён 8-й механизированный корпус. Между 50-й и 3-й армиями в сражение введена часть сил 49-й армии. Положение на этом участке фронта улучшилось. 3-я армия А. В. Горбатова к вечеру продвинулась до 5 километров.
Висло-Одерская операция. 47-я армия 1-го Белорусского фронта, форсировав Вислу, 16 января заняла плацдарм на её левом берегу и, охватывая Варшаву с северо-запада, подошла к окраинам города. Участие в наступлении правого фланга фронта приняла и 1-я армия Войска Польского С. Поплавского. Действовавшая южнее Варшавы 61-я армия П. А. Белова подошла к городу и начала окружать варшавскую группировку с юго-запада. Утром 16 января в полосе наступления 5-й ударной армии с плацдарма на Пилице была введена в прорыв 2-я гвардейская танковая армия С. И. Богданова. Танковые войска, нанеся удар в северо-западном направлении, овладели городами Груец, Жирардув и к исходу дня подошли к Сохачеву.
16 января 1-я гвардейская танковая армия, отразив контратаки 40-го немецкого танкового корпуса, заняла город Нове-Място и быстро продвигалась на лодзинском направлении. 69-я армия В. Я. Колпакчи с 11-м танковым корпусом штурмом овладела крупным узлом сопротивления противника городом Радом, после чего танкисты в своей полосе наступления форсировали Радомку и захватили плацдарм на её левом берегу. 33-я армия В. Д. Цветаева с 9-м танковым корпусом подошла к городу Шидловец и вместе с правофланговыми армиями 1-го Украинского фронта ликвидировала опатувско-островецкий выступ.
Советские войска с ходу прорвали рубеж обороны противника по рекам Бзура, Равка, Пилица и развивали стремительное наступление на запад. За три дня боёв армии, наступавшие с магнушевского и пулавского плацдармов, соединились и продвинулись вперёд на 60 километров, расширив прорыв до 120 километров по фронту.
16 января войска 1-го Украинского фронта продолжали преследовать противника, отходящего в направлениях на Калиш, Ченстохов и Краков. Правофланговая 6-я армия В. А. Глуздовского 1-го Украинского фронта прорвала оборону арьергардов врага на Висле, продвинулась вперёд на 40—50 километров и заняла города Островец и Опатув.
Группировка фронта, действовавшая в центре, продвинулась на запад на 20—30 километров и расширила плацдарм на реке Пилица до 60 километров. 7-й гвардейский танковый корпус С. А. Иванова 3-й гвардейской танковой армии, в ночь на 17 января ворвался в город Радомско с востока и завязал бои за овладение им. Войска 59-й армии после упорных боёв преодолели сильно укреплённую полосу вражеской обороны на реке Шренява, заняли город Мехув и приблизились к Кракову на 14—15 километров.
Левофланговая 60-я армия, развернув стремительное наступление по всему фронту и пройдя с упорными боями 15—20 километров, овладела городами Домброва-Тарновска, Пильзно и Ясло. Немецкое командование спешно отводило 17-ю армию, действовавшую южнее Вислы, на рубеж Ченстохов — Краков.
Внезапным прорывом оборонительных укреплений 2 батальон 54 гв. танковой бригады при поддержке 23 гв. мотострелковой бригады прошли в глубокий тыл обороны Вермахта и начали освобождение Ченстоховы.
Совинформбюро. Войска 1-го БЕЛОРУССКОГО фронта, перейдя в наступление 14 января на двух плацдармах на западном берегу реки ВИСЛЫ южнее ВАРШАВЫ, при поддержке массированных ударов артиллерии, несмотря на плохие условия погоды, исключившие возможность использования авиации, прорвали сильную, глубоко эшелонированную оборону противника. За три дня наступательных боёв войска фронта, наступавшие на двух плацдармах, соединились и продвинулись вперёд до 60 километров, расширив прорыв до 120 километров по фронту… Сегодня, 16 января, войска 1-го БЕЛОРУССКОГО фронта в результате стремительного наступления, поддержанного авиацией, в 20 часов штурмом овладели крупным промышленным центром Польши городом РАДОМ …
Севернее и северо-западнее города САНДОМИР войска 1-го УКРАИНСКОГО фронта с боями продвигались вперёд и овладели городом и крупной железнодорожной станцией ОСТРОВЕЦ… На ЧЕНСТОХОВСКОМ и КРАКОВСКОМ направлениях войска 1-го УКРАИНСКОГО фронта, развивая успешное наступление, овладели городами МАЛОГОЩ, ВЛОЩОВА, КОНЕЦПОЛЬ… Таким образом, войска фронта форсировали реку ПИЛИЦА на участке 50 километров, не дав возможности противнику организовать на ней оборону.
В БУДАПЕШТЕ наши войска с боями заняли 120 кварталов…

## 17 января1945 года. 1306-й день войны
Восточно-Прусская операция (1945). 39-я армия И. И. Людникова 3-го Белорусского фронта 17 января начала преследовать отходящего противника. Она очистила от врага Шилленен, форсировала реку Шешупе северо-восточнее Лазденена и двинулась к побережью залива Куришес-Хафф.
С утра 17 января в полосе действий 48-й армии 2-го Белорусского фронта в прорыв была введена 5-я гвардейская танковая армия. При поддержке соединений бомбардировочной и истребительной авиации танки устремились вперёд, на Мариенбург. Одновременно в направлении на Алленштайн (Ольштын) вошёл в прорыв 3-й гвардейский кавалерийский корпус Н. С. Осликовского. Вслед за танковой армией продолжали наступать 48-я армия и 2-я ударная армия, намереваясь с ходу форсировать Вислу и не дать закрепиться на ней отступавшему противнику.
Висло-Одерская операция. В ночь на 17 января немецкие войска, оборонявшиеся в районе Варшавы, вопреки приказу Гитлера, начали отходить. Воспользовавшись этим, в наступление перешла 1-я армия Войска Польского. 2-я пехотная дивизия форсировала Вислу в районе Яблонна и развернула наступление на Варшаву с севера. Главные силы польской армии переправились через Вислу южнее Варшавы и двинулись в северо-западном направлении. Части 6-й пехотной дивизии форсировали Вислу в районе Праги. Ведя непрерывные бои, 1-я армия Войска Польского утром 17 января ворвалась в Варшаву. Одновременно в Варшаву вступили 61-я армия с юго-запада и 47-я армия с северо-запада. В 12 часов 17 января польские и советские воины полностью освободили столицу польского государства. Москва салютовала соединениям 1-го Белорусского фронта и частям 1-й армии Войска Польского, освободившим столицу Польши, 24 артиллерийскими залпами из 324 орудий.
17 января 2-я гвардейская танковая армия 1-го Белорусского фронта штурмом овладела городом Сохачев, вышла на реку Бзура и перерезала пути отступления варшавской группировке врага. К исходу 17 января 5-я ударная армия и 8-я гвардейская армия вели бои в районах Скерневице, Рава-Мазовецка, Глухув. Восточнее Нове-Място советские войска окружили и уничтожили основные силы 25-й танковой дивизии противника, не успевшие переправиться через Пилицу.
1-я гвардейская танковая армия, преследуя отходящего противника, вышла в район Олыповец, 69-я армия и 33-я армия — в район Спала—Опочно. В этот день на направлении главного удара в сражение были введены кавалерийские соединения — 2-й гвардейский кавалерийский корпус в направлении на Скерневице—Лович и 7-й гвардейский кавалерийский корпус — в направлении Томашув-Мазовецки. На рубеже Скерневице — Олыновец войска 1-го Белорусского фронта оказались на одной линии с войсками 1-го Украинского фронта, наступавшими с сандомирского плацдарма.
17 января 3-я гвардейская танковая армия, 5-я гвардейская армия и части 31-го танкового корпуса 1-го Украинского фронта с боем преодолели оборону врага на реке Варта и штурмом овладели городом Ченстохов. Части 6-го гвардейского танкового корпуса В. В. Новикова 3-й гвардейской танковой армии во взаимодействии с 7-м гвардейским танковым корпусом заняли город Радомско, перерезав железную дорогу Варшава — Ченстохов. 59-я армия и 60-я армия после отражения контратак противника завязали бои на северном оборонительном обводе Кракова. Таким образом, за шесть дней наступления 1-й Украинский фронт прорвал оборону противника на 250-километровом фронте, продвинулся на направлении главного удара на 150 километров и вышел на рубеж Радомско — Ченстохов — севернее Кракова — Тарнув.
Ставка Верховного Главнокомандования. 17 января Ставка Верховного Главнокомандования уточнила задачи войскам, действовавшим в Польше. 1-й Украинский фронт должен был главными силами продолжать наступление на Бреславль. 1-му Белорусскому фронту было приказано продолжать наступление на Познань.
Западно-Карпатская операция. 38-я армия 4-го Украинского фронта, ведя бои на рубеже реки Дунаец, прорвала оборону противника на фронте 30 километров и вышла на подступы к Новы-Сонч. 17 января перешла в наступление 1-я гвардейская армия А. А. Гречко.
Совинформбюро. Войска 2-го БЕЛОРУССКОГО фронта, перейдя в наступление 14 января на двух плацдармах на западном берегу реки НАРЕВ севернее ВАРШАВЫ, при поддержке массированных ударов артиллерии прорвали сильную глубоко эшелонированную оборону противника. За четыре дня боёв, преодолевая упорное сопротивление немцев, войска фронта, наступавшие на двух плацдармах, соединились и продвинулись вперёд до 40 километров, расширив прорыв до 100 километров по фронту…
Войска 1-го БЕЛОРУССКОГО фронта, совершив стремительный обходный манёвр к западу от ВАРШАВЫ, заняли город ЖИРАРДУВ, перерезали дороги на СОХАЧЕВ, форсировали ВИСЛУ севернее ВАРШАВЫ и, отрезав таким образом ВАРШАВУ с запада, 17 января путём комбинированного удара с севера, запада и юга овладели столицей союзной нам Польши городом ВАРШАВА…
Войска 1-го УКРАИНСКОГО фронта, развивая успешное наступление, 17 января заняли города ПШЕДБУЖ и РАДОМСКО… и, форсировав реку ВАРТА, стремительным ударом танковых соединений и пехоты овладели городом ЧЕНСТОХОВА…
В БУДАПЕШТЕ наши войска, продолжая бои по уничтожению окружённой группировки противника, заняли 50 кварталов…

## 18 января1945 года. 1307-й день войны
Восточно-Прусская операция (1945). 18 января упорные бои развернулись в полосах наступления 5-й и 28-й армий 3-го Белорусского фронта. 28-я армия А. А. Лучинского, отразив в течение дня десять крупных контратак врага, овладела несколькими опорными пунктами и вышла на подступы к Гумбиннену. В полосе наступлеия 39-й армии в сражение был введён 1-й танковый корпус В. В. Буткова. Стрелковые части армии во взаимодействии с танковым корпусом преодолели сопротивление немецких войск, оборонявших Ильменхорстский укреплённый район, и продвинулись вперёд на 25—30 километров. С ходу форсировав реку Инстер в районе Нештонветена, они отрезали тильзитскую группировку врага от инстербургской и создали угрозу захвата Тильзита с юга.
Висло-Одерская операция. 18 января войска 1-го Белорусского фронта завершили ликвидацию окружённых войск к западу от Варшавы.
18 января войска 1-го Украинского фронта развернули борьбу за Верхне-Силезский промышленный район и приблизились к старой польско-германской границе.
Будапештская операция. 18 января войска 2-го Украинского фронта очистили от противника восточную часть города Будапешта — Пешт.
С 18 января по 26 января из района севернее озера Балатон противник нанёс третий контрудар. Немецким войскам удалось расчленить войска 3-го Украинского фронта и выйти к западному берегу Дуная. Действовавшая на внешнем фронте 4-я гвардейская армия оказалась в особенно трудном положении, к её командному пункту прорвались танки противника. К началу февраля прорыв врага был ликвидирован совместными действиями 3-го и 2-го Украинских фронтов, положение советских войск было восстановлено.
Совинформбюро. Войска 2-го БЕЛОРУССКОГО фронта, продолжая наступление, 18 января штурмом овладели городом ПШАСНЫШ (ПРАСНЫШ), городом и крепостью МОДЛИН (НОВОГЕОРГИЕВСК)…
Войска 1-го БЕЛОРУССКОГО фронта, развивая наступление, 18 января овладели городами и крупными узлами коммуникаций СОХАЧЕВ, СКЕРНЕВИЦЕ и ЛОВИЧ…
Войска 1-го УКРАИНСКОГО фронта в результате стремительной атаки танковых соединений и пехоты 18 января овладели городом и железнодорожной станцией ПИОТРКУВ (ПЕТРОКОВ)…
В БУДАПЕШТЕ войска 2-го УКРАИНСКОГО фронта закончили очищение от противника восточной половины города (ПЕШТ) и вышли здесь к реке ДУНАЙ…
Юго-западнее города СЕКЕШФЕХЕРВАР наши войска отбивали атаки крупных сил пехоты и танков противника.

## 19 января1945 года. 1308-й день войны
Восточно-Прусская операция (1945). К 19 января войска 3-го Белорусского фронта прорвали сильно укреплённую оборону на кёнигсбергском направлении в полосе шириной свыше 60 километров (от реки Неман до Шталлупенена) и продвинулись на 40—45 километров. В ходе наступления советские части перерезали шоссейную дорогу Тильзит — Гумбиннен. 19 января директивой Ставки Верховного Главнокомандования 43-я армия А. П. Белобородова 1-го Прибалтийского фронта была передана 3-му Белорусскому фронту.
В ночь на 19 января 5-я гвардейская танковая армия 2-го Белорусского фронта во взаимодействии со стрелковыми соединениями с ходу преодолела несколько позиций Млавского укреплённого района и штурмом овладела Цеханувом, Пшаснышем и Млавой. К утру 19 января войска 2-го Белорусского фронта прорвали оборону противника в полосе шириной 110 километров (от Остроленки до Модлина) и продвинулись на млавско-эльбингском направлении до 60 километров при среднем темпе наступления 12 километров в сутки. В ходе боёв ударная группировка фронта полностью овладела Млавским укреплённым районом. Войска 2-го Белорусского фронта подошли к германо-польской границе в районе Найденбурга и достигли рубежа Дзялдово — Бежунь.
Висло-Одерская операция. 19 января войска 1-го Белорусского фронта овладели крупным промышленным городом Лодзь.
19 января 3-я гвардейская танковая, 5-я гвардейская и 52-я армии 1-го Украинского фронта пересекли германо-польскую границу восточнее Бреславля (Вроцлава). На левом крыле фронта 59-я и 60-я армии штурмом овладели городом Краков.
Совинформбюро. Войска 3-го БЕЛОРУССКОГО фронта, перейдя в наступление, при поддержке массированных ударов артиллерии и авиации прорвали долговременную глубоко эшелонированную оборону немцев в Восточной Пруссии и, преодолевая упорное сопротивление противника, за пять дней наступательных боёв продвинулись вперёд до 45 километров, расширив прорыв до 60 километров по фронту…
Войска 2-го БЕЛОРУССКОГО фронта, развивая наступление, 19 января штурмом овладели городами Млава и Дзялдово (Зольдау)…
Войска 1-го БЕЛОРУССКОГО фронта, продолжая стремительное наступление, 19 января с боем овладели крупнейшим промышленным центром Польши городом ЛОДЗЬ…
Войска 1-го УКРАИНСКОГО фронта в результате умелого обходного манёвра в сочетании с атакой с фронта 19 января штурмом овладели древней столицей и одним из важнейших культурно-политических центров союзной нам Польши городом КРАКОВ…
Войска 4-го УКРАИНСКОГО фронта, перейдя в наступление 15 января из района западнее города САНОК, прорвали сильно укреплённую оборону противника и за четыре дня наступательных боёв продвинулись вперёд до 80 километров, расширив прорыв до 60 километров по фронту…
В районе БУДАПЕШТА продолжались бои по уничтожению группировки противника, окружённой в западной части города (БУДА).
Южнее города СЕКЕШФЕХЕРВАР наши войска отбивали атаки крупных сил пехоты и танков противника и после упорных боёв оставили несколько населённых пунктов.

## 20 января1945 года. 1309-й день войны
Восточно-Прусская операция (1945). В ночь на 20 января 43-я армия 3-го Белорусского фронта форсировала по льду реку Неман и штурмом овладела городом Тильзит. 20 января на правом крыле фронта была введена в сражение с рубежа реки Инстер 11-я гвардейская армия К. Н. Галицкого. Соединения армии вместе с 1-м и 2-м гвардейским танковыми корпусами начали наступление в юго-западном направлении. Правофланговый 8-й гвардейский стрелковый корпус 11-й гвардейской армии и 1-й танковый корпус нанесли удар на Велау и обошли инстербургскую группировку гитлеровцев с запада. 16-й и 36-й гвардейские стрелковые корпуса во взаимодействии со 2-м гвардейским танковым корпусом, развивая наступление в южном направлении, достигли ближних подступов к Инстербургу с севера.
20 января 3-я армия 2-го Белорусского фронта пересекла польскую границу и вступила на территорию Восточной Пруссии. 3-й гвардейский кавалерийский корпус Н. С. Осликовского, вырвавшись вперёд, занял город Алленштайн (Ольштын). Ставка ВГК приказала командованию 2-го Белорусского фронта повернуть 3-ю, 48-ю, 5-ю гвардейскую танковую и 2-ю Ударную армии на север и северо-восток для действий против восточнопрусской группировки противника.
Висло-Одерская операция. 21-я армия Д. Н. Гусева 1-го Украинского фронта, войдя в сражение из второго эшелона фронта, прорвала оборону противника на реке Варте северо-восточнее Катовице и нанесла удар по силезской группировке врага с севера. Установив угрозу окружения, немецкое командование отдало приказ об отходе этой группировки. Чтобы сорвать замысел противника И. С. Конев приказал повернуть 3-ю гвардейскую танковую армию и 1-й гвардейский кавалерийский корпус из района Намслау вдоль правого берега Одера на Оппельн. Далее эти войска должны были наступать на Рыбник, нанести фланговый удар по силезской группировке противника, действовавшей в полосе наступления 5-й гвардейской армии.
Будапештская операция. В результате контрудара немецкие войска вышли к Дунаю в районе Дунапентеле и рассекли войска 3-го Украинского фронта на две части.
Совинформбюро. Войска 3-го БЕЛОРУССКОГО фронта 20 января штурмом овладели городами Восточной Пруссии ТИЛЬЗИТ, ГРОСС СКАЙСГИРРЕН, АУЛОВЕНЕН, ЖИЛЛЕН и КАУКЕМЕН…

## 21 января1945 года. 1310-й день войны
Восточно-Прусская операция (1945). 21 января 43-я армия и 39-я армия 3-го Белорусского фронта преследовали отступавшего противника вдоль левого берега Немана и вышли к побережью залива Куришес-Хафф. 5-я армия охватила Инстербург с востока. 28-я армия при поддержке артиллерии и авиации штурмом овладела городом Гумбиннен. 2-я гвардейская армия П. Г. Чанчибадзе, перейдя в наступление, продвинулась вперёд от 8 до 14 километров, вышла к реке Ангерапп и на подступы к городам Даркемен и Голдап.
В то время как 50-я армия И. В. Болдина 2-го Белорусского фронта вела тяжёлые бои за Летценский укреплённый район противника на линии Мазурских озёр, войска правого крыла фронта глубоко обходили Мазурские озера с юга. 21 января войска 2-го Белорусского фронта овладели Танненбергом.
21 января в немецкой ставке вновь обсуждался вопрос о положении в Восточной Пруссии. Ставка решила эвакуировать войска, оборонявшиеся на мемельском плацдарме, и направить их в Восточную Пруссию морем и по косе Курише-Нерунг.
Висло-Одерская операция. С 21 января войска 1-го Украинского фронта начали выходить на Одер. На одерском рубеже советские войска встретили мощные укрепления. Немецкое командование сосредоточило здесь крупные силы, ввело батальоны фольксштурма, резервные и тыловые части.
Совинформбюро. Войска 3-го БЕЛОРУССКОГО фронта 21 января штурмом овладели в Восточной Пруссии городом ГУМБИННЕН…
Войска 2-го БЕЛОРУССКОГО фронта прорвали сильно укреплённую оборону немцев на южной границе Восточной Пруссии, вторглись в её пределы на 25 километров в глубину и 80 километров по фронту и 21 января овладели городами НАЙДЕНБУРГ, ТАННЕНБЕРГ, ЕДВАБНО…
Войска 1-го БЕЛОРУССКОГО фронта, продолжая развивать наступление, овладели городами РАДЗЕЮЗ, СОМПОЛЬНО, ДЕМБЕ…
Войска 1-го УКРАИНСКОГО фронта, наступая к западу от ЧЕНСТОХОВА, прорвали сильно укреплённую оборону немцев на юго-восточной границе Германии, вторглись в пределы немецкой Силезии на 30 километров в глубину и 90 километров по фронту и 21 января овладели городами КРАЙЦБУРГ, РОЗЕНБЕРГ, ПИТШЕН…
В БУДАПЕШТЕ продолжались бои по уничтожению гарнизона противника, окружённого в западной части города (БУДА). Южнее и юго-восточнее города СЕКЕШФЕХЕРВАР атаки крупных сил пехоты и танков противника были отбиты нашими войсками с большими для противника потерями.

## 22 января1945 года. 1311-й день войны
Восточно-Прусская операция (1945). В ночь на 22 января 11-я гвардейская армия при содействии 5-й армии 3-го Белорусского фронта начала штурм Инстербурга. 36-й гвардейский стрелковый корпус П. К. Кошевого нанёс удар по флангу и тылу инстербургской группировки врага и штурмом овладел большей частью города. К утру советские войска полностью освободили город. После падения Инстербурга началось отступление немцев и из района Гумбиннена.
Войска 2-го Белорусского фронта овладели городами Алленштейн и Дёйч-Эйлау. 22 января немецкое командование разрешило отвести войска 4-й армии на рубеж, который проходил по Мазурскому каналу и по линии Мазурских озёр. Командующий 4-й немецкой армией генерал пехоты Ф. Госбах решил продолжать отступление вглубь Восточной Пруссии, к Хейльсбергскому укреплённому району, чтобы, соединившись с соседними армиями, создать крупную группировку для нанесения контрудара по правому флангу войск 2-го Белорусского фронта.
Висло-Одерская операция. Передовые части 1-го Белорусского фронта вышли к познанскому оборонительному рубежу.
В ночь на 22 января 6-й гвардейский механизированный корпус 4-й танковой армии 1-го Украинского фронта вышел в районе Кебен (севернее Штейнау) к реке Одер, с ходу форсировал её, захватив на левом берегу 18 мощных трёхэтажных дотов Бреславльского укреплённого района. 22 января через реку были переправлены остальные силы армии.
Будапештская операция. Войска 3-го Украинского фронта оставили город Секешфехервар в Венгрии.
Совинформбюро. Войска 3-го БЕЛОРУССКОГО фронта 22 января штурмом овладели в Восточной Пруссии городом ИНСТЕРБУРГ…
Войска 2-го БЕЛОРУССКОГО фронта, развивая стремительное наступление вглубь Восточной Пруссии, 22 января овладели городами АЛЛЕНШТАЙН, ОСТЕРОДЕ и ДОЙТШ-АЙЛАУ…
Войска 1-го БЕЛОРУССКОГО фронта, продолжая наступление, 22 января с боем овладели городами ХОЭНЗАЛЬЦА (ИНОВРОЦЛАВ), АЛЕКСАНДРОВ… К исходу дня войска фронта в результате стремительного наступления танковых соединений и пехоты овладели городом ГНЕЗЕН (ГНЕЗНО)…
Войска 1-го УКРАИНСКОГО фронта западнее ЧЕНСТОХОВА овладели на территории Германии важными узлами шоссейных дорог городами КОНШТАДТ и ГРОСС СТРЕЛИТЦ… Южнее и юго-восточнее КРАКОВА наши войска, продолжая наступление, овладели на территории Польши городом ВЕЛИЧКА…
Северо-западнее города КОШИЦЕ наши войска, действуя в трудных условиях горно-лесистой местности в полосе Карпат, с боями заняли на территории Чехословакии населённые пункты КАМЕНИЦА, КРИВЬЯНЫ, РОШНОВЯНЫ…
В БУДАПЕШТЕ наши войска, продолжая бои по уничтожению окружённого гарнизона противника, заняли в западной части города (БУДА) 20 кварталов. В районе города СЕКЕШФЕХЕРВАР наши войска продолжали отбивать атаки крупных сил пехоты и танков противника. Ценою больших потерь в живой силе и технике противнику удалось занять несколько населённых пунктов.

## 23 января1945 года. 1312-й день войны
Восточно-Прусская операция (1945). К 23 января войска 3-го Белорусского фронта (генерал армии И. Д. Черняховский) полностью прорвали оборону противника в Ильменхорстском укреплённом районе.
Войска 2-го Белорусского фронта (маршал Советского Союза К. К. Рокоссовский) прорвали оборону противника в Алленштейнском укреплённом районе и устремились к Эльбингу. Вечером 23 января передовой отряд 31-й танковой бригады 29-го танкового корпуса 5-й гвардейской танковой армии подошёл к Эльбингу, ворвался в город, быстро пересёк его и вышел к заливу Фришес-Хафф. Главные силы 31-й танковой бригады, а затем и остальные части 29-го танкового корпуса подошли к Эльбингу лишь через несколько часов. За это время немцы организовали оборону, и корпусу пришлось вновь вести бои за город.
Висло-Одерская операция. 2-я гвардейская танковая армия (генерал-полковник танковых войск С. И. Богданов) и 2-й гвардейский кавалерийский корпус 1-го Белорусского фронта (маршал Советского Союза Г. К. Жуков) в результате обходного манёвра заняли город-крепость Быдгощ, входивший в систему познанского рубежа обороны. В связи с тем что основные силы 2-го Белорусского фронта повернули на север для окружения восточно-прусской группировки, правое крыло 1-го Белорусского фронта, растянувшееся на 160 километров, осталось открытым. На левом крыле 1-го Белорусского фронта советские войска прорвали познанский рубеж обороны и 23 января окружили познанскую группировку противника.

Встреча с местными жителями. Одер, 1945 год

33-й гвардейский стрелковый корпус Н. Ф. Лебеденко 5-й гвардейской армии 1-го Украинского фронта (маршал Советского Союза И. С. Конев) первым прорвался к Одеру и форсировал реку используя подручные средства. В этот же день вышли на Одер и приступили к форсированию 13-я армия (генерал-полковник Н. П. Пухов) и 52-я армия (генерал-полковник К. А. Коротеев). 21-я армия (генерал-полковник Д. Н. Гусев) вышла к Одеру в районе Оппельна и подошла к Тарновске-Гуры и Бейтен. 21-я армия нанесла удар по силезской группировке врага с севера. Силезская группировка противника, действовавшая западнее и юго-западнее Ченстохова, была глубоко обойдена с обоих флангов. Немецкое командование отдало приказ об отходе этой группировки.
Берлин. 23 января 1945 г. немецкое командование на совещании в ставке приняло решение о контрнаступлении у озера Балатон для защиты венгерских нефтеносных районов.
Совинформбюро. Войска 3-го БЕЛОРУССКОГО фронта, сломив сопротивление противника, форсировали реки ДАЙМЕ и ПРЕГЕЛЬ и овладели городами ЛАБИАУ и ВЕЛАУ… Южнее и юго-западнее города АВГУСТОВ наши войска, форсировав Августовский канал и цену БОБР (БЕБЖА), овладели городами РАЙГРУД, ГРАЕВО, ВИЗНА…
Войска 2-го БЕЛОРУССКОГО фронта, продолжая наступление, 23 января с боем овладели городами в Восточной Пруссии — ВИЛЛЕНБЕРГ, ОРТЕЛЬСБУРГ, МОРУНГЕН…
Войска 1-го БЕЛОРУССКОГО фронта, развивая успешное наступление, 23 января в результате обходного манёвра подвижных частей в сочетании с атакой с фронта овладели городом БЫДГОЩ (БРОМБЕРГ)…
Войска 1-го УКРАИНСКОГО фронта, преодолевая сопротивление немцев в Силезии, 23 января овладели городами МИЛИЧ, БЕРНШТАДТ, НАМСЛАУ… и вышли на реку ОДЕР в районе города БРЕСЛАУ на участке протяжением 60 километров…
В БУДАПЕШТЕ наши войска вели бои по уничтожению окружённых частей противника в западной части города (БУДА) и заняли 25 кварталов. Юго-западнее БУДАПЕШТА наши войска отбивали атаки крупных сил пехоты и танков противника и после упорных боёв оставили город СЕКЕШФЕХЕРВАР.

## 24 января1945 года. 1313-й день войны
Восточно-Прусская операция (1945). Отступавшие части 4-й немецкой армии к 24 января заняли внешний восточный обвод Хейльсбергского укреплённого района. За отход 4-й армии с рубежа Мазурских озёр без приказа Гитлер отстранил от должности командующего группой армий «Центр» генерал-полковника Г. Рейнгардта, который оправдывал действия Ф. Госбаха, назначив вместо него генерал-полковника Л. Рендулича, бывшего командующего группой армий «Север».
Совинформбюро. В течение 24 января в Восточной Пруссии южнее и юго-западнее города ИНСТЕРБУРГ наши войска с боем овладели городами АНГЕРБУРГ, ВИДМИННЕН… Войска 2-го БЕЛОРУССКОГО фронта, продолжая наступление, 24 января с боем овладели городами восточной Пруссии ЛИКИ, НОЙЕНДОРФ и БИАЛЛА…
Войска 1-го БЕЛОРУССКОГО фронта, продолжая успешное наступление, к исходу 23 января штурмом овладели городом КАЛИШ…
Войска 1-го УКРАИНСКОГО фронта в результате стремительной атаки танковых соединений и пехоты 24 января овладели важным центром военной промышленности Немецкой Силезии городом и крепостью ОППЕЛЬН… Одновременно войска фронта севернее города БРЕСЛАУ овладели в Польше городом РАВИЧ и на территории Германии городом ТРАХЕНБЕРГ…
Войска 2-го УКРАИНСКОГО фронта, перейдя в наступление к северу от города МИШКОЛЦ, в трудных условиях горно-лесистой местности прорвали сильно укреплённую оборону немцев, продвинулись вперёд до 20 километров, расширили прорыв до 40 километров по фронту и к исходу 23 января овладели на территории Чехословакии городами РОЖНЯВА и ЙЕЛШАВА…
В БУДАПЕШТЕ продолжались бои по уничтожению гарнизона противника, окружённого в западной части города (БУДА). Юго-западнее БУДАПЕШТА наши войска отбивали атаки крупных сил пехоты и танков противника, стремящегося пробиться к БУДАПЕШТУ.

## 25 января1945 года. 1314-й день войны
Восточно-Прусская операция (1945). 25 января 5-я гвардейская танковая армия 2-го Белорусского фронта своими передовыми частями вышла к заливу Фриш-Гаф в районе Толькемито (Толькмицко) и блокировала Эльбинг, отрезав этим пути отхода противнику из Восточной Пруссии на запад. 2-я ударная армия с боем преодолела оборонительный рубеж на подступах к Мариенбургу и вышла к рекам Висла и Ногат. Частью своих сил она в нескольких местах форсировала эти реки и захватила небольшие плацдармы. Овладеть Эльбингом с ходу войска не смогли. Ворвавшееся в город подразделение наших танков попало в окружение и погибло. 2-я ударная армия начала штурм Эльбинга.
Наступательная операция по разгрому группировки противника в районе Клайпеды. Началась наступательная операция 1-го Прибалтийского фронта по разгрому группировки противника в районе Клайпеды, продолжавшаяся до 4 февраля 1945 г.
Группа армий «Центр». Немецкая группа армий «А» Шёрнера, переименована в группу армий «Центр».
Совинформбюро. В течение 25 января в ВОСТОЧНОЙ ПРУССИИ западнее и юго-западнее города ИНСТЕРБУРГ наши войска с боями заняли более 300 населённых пунктов… Западнее и юго-западнее города ЛИКК наши войска, с боями продвигаясь вперёд, овладели на территории ВОСТОЧНОЙ ПРУССИИ городами ДРИГАЛЛЕН, АРИС, ИОГАННИСБУРГ… Северо-западнее и западнее города АЛЛЕНШТАЙН наши войска, продолжая наступление, овладели в западной части ВОСТОЧНОЙ ПРУССИИ городами ЛИБШТАДТ, ПРОИСИШЕС-ХОЛЛЯНД, ХРИСТБУРГ…
На ПОЗНАНСКОМ направлении наши войска с боем овладели городами ЭКСИН, ЗЛЬЗЕНАУ, МАРКШТЕДТ…
Войска 1-го УКРАИНСКОГО фронта, продолжая успешное наступление, к исходу дня 24 января штурмом овладели крупным центром Силезского промышленного района Германии городом ГЛЕЙВИЦ… Юго-западнее КРАКОВА наши войска с боями заняли населённые пункты РЫЧУВ, КЛЕЧА-ДОЛЬНА, ЯРОШОВИЦЕ…
Северо-западнее и западнее города КОШИЦЕ наши войска, действуя в трудных условиях горно-лесистой местности в полосе Карпат, с боями заняли на территории ЧЕХОСЛОВАКИИ населённые пункты ФОЛЬВАРК, ПОДОЛИНЭЦ, БРУТОВЦЕ…
В БУДАПЕШТЕ наши войска вели бои по уничтожению гарнизона противника, окружённого в западной части города (БУДА)… Юго-западнее БУДАПЕШТА наши войска успешно отбили атаки пехоты и танков противника.

## 26 января1945 года. 1315-й день войны
Восточно-Прусская операция (1945). К 26 января войска 3-го Белорусского фронта преодолели полосу затопления у Мазурского канала, овладели северной частью Летценского укреплённого района, вышли на линию Мазурских озёр и заняли Тапиау, Алленбург, Норденбург, Ангербург и крепость Летцен. Войска, наступавшие вдоль залива, достигли Земландского полуострова и вышли на подступы к Кёнигсбергу. 3-я немецкая танковая армия, отошедшая за реку Дейме, получила задачу упорно оборонять Кёнигсберг и удерживать Земландский полуостров.
К исходу 26 января 5-я гвардейская танковая армия 2-го Белорусского фронта перерезала автостраду Кёнигсберг — Эльбинг и вышла к заливу Фришес-Хафф, в междуречье Пассарге (Пасленка) и Ногат. 8-й механизированный корпус с ходу форсировал реку Ногат в районе Мариенбурга и занял плацдарм на её левом берегу. 2-я ударная армия, форсировав реку севернее Мариенбурга, ворвалась в город и завязала там бои. 65-я армия и 70-я армия, преодолевая сопротивление врага на рубежах Торуньского укреплённого района, подошли к нижней Висле. 26 января войска 2-го Белорусского фронта окружили группировку противника в крепости Торунь.
2-я немецкая армия отошла на левый берег Вислы и Ногат, оставив незначительную группу войск для обороны важнейших предмостных позиций на правом берегу и в Торуньском укреплённом районе. На этом рубеже армия организовала упорную оборону. С целью усиления обороны в устье реки Ногат противник открыл шлюзы и затопил местность северо-западнее Эльбинга.
26 января группа армий «Центр», действовавшая в Восточной Пруссии, была переименована в группу армий «Север», а группа армий «Север» — в группу армий «Курляндия». Войска, оборонявшиеся в Померании, объединялись в группу армий «Висла», в состав которой вошла и 2-я армия.
Будапештская операция. 23—26 января были выведены во фронтовой резерв 1-я гвардейская конно-механизированная группа и 6-я гвардейская танковая армия 2-го Украинского фронта. В Будапешт была переброшена 27-я армия. 40-я армия и 53-я армия заняли полосы наступления этих армий. 40-я армия наступала по долине Грона на Банска-Бистрицу и вдоль шоссейной и железной дорог на Зволен.
Совинформбюро. Войска 3-го БЕЛОРУССКОГО фронта 26 января с боем овладели городами Восточной Пруссии ТАПИАУ, АЛЛЕНБУРГ, НОРДЕНБУРГ и ЛЕТЦЕН…
Войска 2-го БЕЛОРУССКОГО фронта, продолжая стремительное наступление, 26 января овладели городами Восточной Пруссии МЮЛЬХАУЗЕН, МАРИЕНБУРГ и ШТУМ — важными опорными пунктами обороны немцев и, прорвавшись к побережью Данцигской бухты, заняли город ТОЛЬКЕМИТ, отрезав тем самым Восточно-Прусскую группировку немцев от центральных районов Германии…
На ПОЗНАНСКОМ направлении войска 1-го БЕЛОРУССКОГО фронта, продолжая наступление, овладели городами ВОНГРОВЕЦ, РОГАЗЕН, ШОККЕН…
Войска 1-го УКРАИНСКОГО фронта 26 января штурмом овладели крупным центром промышленного района немецкой Силезии городом ГИНДЕНБУРГ…
Северо-западнее и западнее города КОШИЦЕ наши войска в результате наступательных боёв овладели на территории Чехословакии городами СПИШСКЕ ПОДГРАДЬЕ и СПИШСКЕ ВЛАХИ…
В БУДАПЕШТЕ наши войска продолжали бои по уничтожению окружённых частей противника в западной части города (БУДА) и заняли 25 кварталов. Юго-западнее БУДАПЕШТА наши войска отбивали атаки крупных сил пехоты и танков противника и нанесли ему большие потери в живой силе и технике…
Потери противника и трофеи войск 3-го и 2-го, 1-го Белорусских, 1-го и 4-го Украинских фронтов за время наступательных боёв с 12 по 24 января 1945 года
… в итоге наступательных боёв пяти фронтов потери противника по основным видам боевой техники и людям составляют пленными и убитыми более 380.000 солдат и офицеров; самолётов — 592, танков и самоходных орудий — 2.995, орудий — 7.932, миномётов — 7.386, пулемётов — 26.019, автомашин — 34.019.

## 27 января1945 года. 1316-й день войны
Восточно-Прусская операция (1945). 27 января в наступление на начавшую эвакуацию мемельскую группировку противника перешли армии 1-го Прибалтийского фронта И. Х. Баграмяна.
Завершилась Инстербургско-Кёнигсбергская операция. Войска 3-го Белорусского фронта продвинулись на глубину до 130 км и разгромили основные силы 3-й танковой армии противника.
Командование 4-й немецкой армии сосредоточило в районе Хейльсберга крупную группировку в составе шести пехотных, одной моторизованной и одной танковой дивизий, усиленных артиллерией. В ночь на 27 января войска 4-й немецкой армии после короткой артиллерийской подготовки внезапно перешли в наступление. Две пехотные, моторизованная и танковая дивизии нанесли удар из района Вормдитта, две пехотные дивизии — из района Мельзакаидве и часть сил — из района Браунсберга в юго-западном направлении.
Под натиском противника части 96-й стрелковой дивизии 48-й армии 2-го Белорусского фронта, понёсшие огромные потери и израсходовавшие все боеприпасы, начали отходить на юго-запад. Немцы продвигались к Мариенбургу и Эльбингу. К исходу 27 января противнику удалось прорвать фронт 48-й армии, продвинуться к западу на 10—20 километров и овладеть узлом дорог Либштадт. 17-я стрелковая дивизия оказалась в окружении, но продолжала отбивать непрерывные атаки врага. Были отражены и атаки 2-й немецкой армии, пытавшейся перейти в наступление из района Эльбинга навстречу 4-й армии.

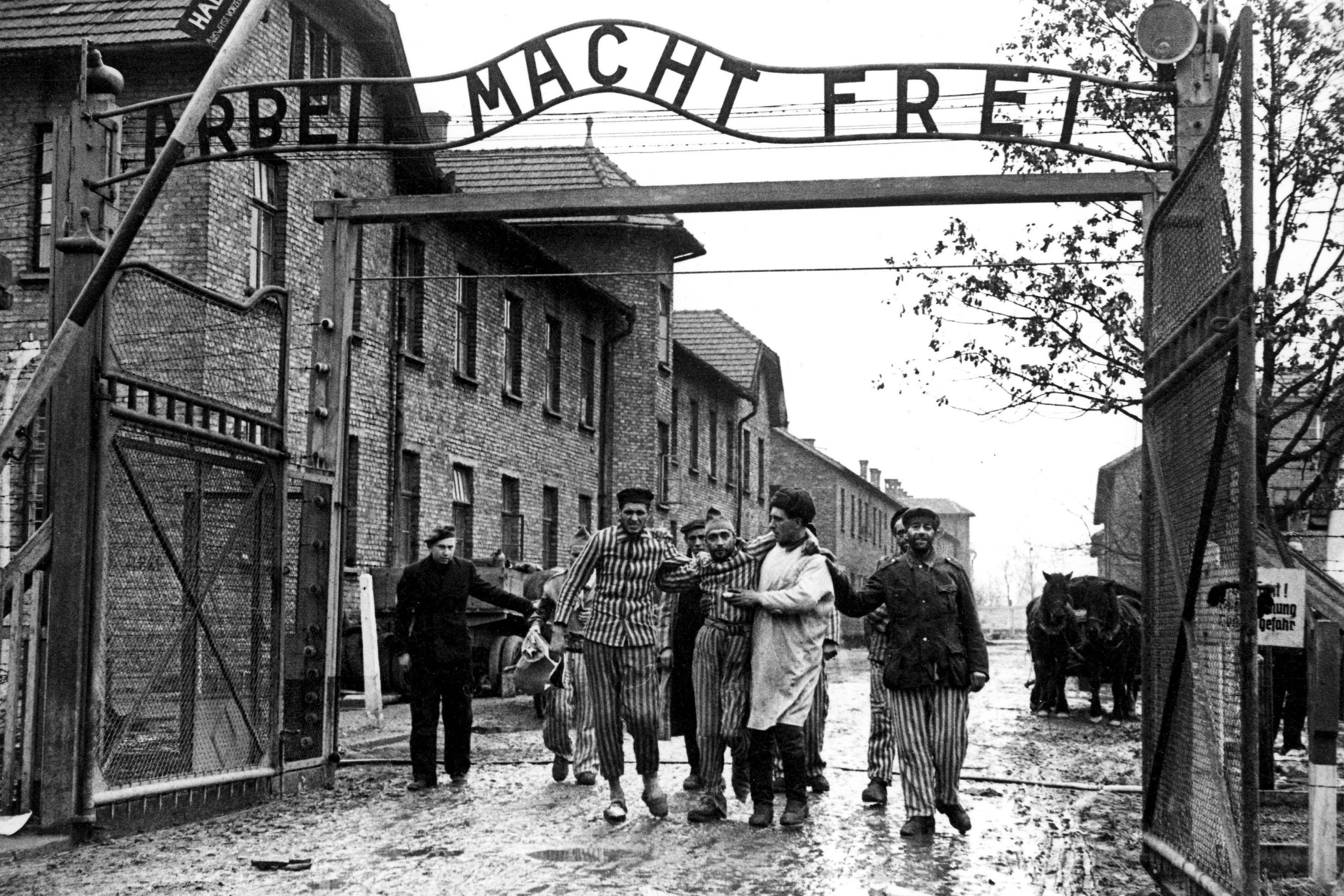
Советские солдаты выводят освобождённых узников концлагеря Освенцим

Висло-Одерская операция. Ставка Верховного Главнокомандования 27 января приказала командующему войсками 1-го Белорусского фронта Г. К. Жукову надёжно обеспечить свой правый фланг от возможных ударов противника с севера и северо-востока. На этом направлении в сражение были введены армии второго эшелона — 3-я ударная армия, 1-я армия Войска Польского и выделены часть сил ударной группировки — 47-я армия и 61-я армия. Позднее на север были передислоцированы 1-я гвардейская танковая армия и 2-я гвардейская танковая армия, кавалерийский корпус и многие части усиления. Остальные войска продолжили продвижение на берлинском направлении.
59-я армия и 60-я армия 1-го Украинского фронта, наступая во взаимодействии с 38-й армией 4-го Украинского фронта, обошли силезскую группировку с юга и 27 января вышли к городу Рыбник, почти замкнув кольцо вокруг вражеских войск. В тот же день войска этих армий ворвались в город Освенцим и заняли территорию Освенцимского концентрационного лагеря.
Совинформбюро. В течение 27 января на КЕНИГСБЕРГСКОМ направлении наши войска, продолжая наступление, овладели городом и железнодорожным узлом ГЕРДАУЕН… Войска 2-го и 3-го БЕЛОРУССКИХ фронтов завершили прорыв мощной, долговременной, глубоко эшелонированной обороны противника в районе Мазурских озёр…
Северо-западнее города АЛЛЕНШТАЙН наши войска отбивали контратаки крупных сил пехоты и танков противника, пытавшегося пробиться на запад, и нанесли ему большой урон в живой силе и технике. Южнее города КУЛЬМ наши войска с боем форсировали реку ВИСЛА и, захватив плацдарм на западном берегу реки, соединились с нашими войсками, действующими севернее города БЫДГОЩ (БРОМБЕРГ). Наши войска окружили гарнизон противника в городе ТОРУНЬ и вели бои по его уничтожению.
К северу, западу и югу от города ПОЗНАНЬ войска 1-го БЕЛОРУССКОГО фронта, продолжая наступление, овладели городами КОЛЬМАР, БУДЗИН, РИЧЕНВАЛЬДЕ… Войска фронта завершили окружение группировки противника в городе ПОЗНАНЬ и вели бои по её уничтожению.
Войска 1-го УКРАИНСКОГО фронта, продолжая наступление, 27 января овладели городами СОСНОВЕЦ, БЕНДЗИН, ДОМБРОВА ГУРНЕ… , а также с боями заняли на территории Польши города КОБЫЛИН, БОЯНОВО, ОСВЕНЦИМ…
Войска 4-го УКРАИНСКОГО фронта, продолжая наступление в трудных условиях горно-лесистой местности в полосе Карпат, 27 января с боем овладели городами ВАДОВИЦЕ, СПИШСКА НОВА ВЕС…
В БУДАПЕШТЕ наши войска вели бои по уничтожению окружённого гарнизона противника и заняли 10 кварталов. Юго-западнее БУДАПЕШТА наши войска успешно отбили атаки пехоты и танков противника и в результате предпринятых контратак заняли несколько населённых пунктов, значительно улучшив свои позиции.

## 28 января1945 года. 1317-й день войны
Восточно-Прусская операция (1945). Войска 3-го Белорусского фронта, взломав долговременную оборону Хейльсбергского укреплённого района западнее реки Дейме, 28 января вышли на Земландский полуостров и на ближние подступы к Кёнигсбергу.
Наступательная операция по разгрому группировки противника в районе Клайпеды. 28 января войска 1-го Прибалтийского фронта овладели городом Мемель (Клайпеда). Остатки разгромленной группировки немцев эвакуировались на косу Курише-Нерунг и начали отход по ней на Земландский полуостров для занятия обороны севернее Кёнигсберга.
Висло-Одерская операция. Наступление армий левого крыла 1-го Украинского фронта с севера и востока и выход 3-й гвардейской танковой армии и 1-го гвардейского кавалерийского корпуса на коммуникации противника поставили его в крайне тяжёлое положение. Оказавшись в полуокружении, немецкие части начали поспешно оставлять города Верхне-Силезского промышленного района и отходить в юго-западном направлении за Одер. Преследуя противника, войска 1-го Украинского фронта 28 января заняли Катовице. Немецкие войска, избежавшие окружения в Верхне-Силезском промышленном районе, были разгромлены в лесах к западу от него.
Западно-Карпатская операция. 28 января 1-й Чехословацкий армейский корпус освободил город Попрад и продолжал наступление в долине реки Ваг вдоль дороги на Ружомберок. Немецкие войска подготовили здесь глубоко эшелонированную оборону, используя многочисленные притоки этой реки. Наиболее сильные оборонительные позиции были созданы в районе Липтовски — Свети-Микулаш. Противник прочно закрыл долину реки Ваг.
Совинформбюро. Войска 1-го ПРИБАЛТИЙСКОГО фронта, перейдя в наступление, 28 января овладели литовским городом КЛАЙПЕДА (МЕМЕЛЬ)… В ВОСТОЧНОЙ ПРУССИИ наши войска, продолжая наступление, овладели городами ЗЕНСБУРГ и БИШОФСБУРГ… Одновременно северо-западнее города АЛЛЕНШТАЙН наши войска отбивали атаки крупных сил пехоты и танков противника, стремящегося, несмотря на большие потери, пробиться на запад.
К югу от города ГРАУДЕНЦ наши войска полностью очистили от противника восточный берег реки ВИСЛЫ, заняв при этом город КУЛЬМ… В районе города ТОРУНЬ наши войска вели бои ло уничтожению окружённых в городе частей противника.
Севернее и северо-западнее города БЫДГОЩ (БРОМБЕРГ) наши войска с боями продвигались вперёд и овладели городами КРОНЕ, СЕМПОЛЬНО (ЦЕМПЕЛЬБУРГ), МРОТШЕН…
Северо-западнее и юго-западнее города ПОЗНАНЬ войска 1-го БЕЛОРУССКОГО фронта овладели городами ЧАРНИКАУ, ОБЕРЗИЦКО, ВРОНКИ… Одновременно войска фронта вели бои по уничтожению окружённого гарнизона противника в городе ПОЗНАНЬ.
Севернее и северо-западнее города РАВИЧ наши войска овладели на территории Польши городами ГОСТЫНЬ, ЛИССА (ЛЕШНО) и ПОНЕЦ…
Войска 1-го УКРАИНСКОГО фронта в результате умело проведённого обходного манёвра, в сочетании с атакой с фронта 28 января овладели центром Домбровского угольного района городом КАТОВИЦЕ…
Войска 4-го УКРАИНСКОГО фронта, продолжая наступление в трудных условиях горно-лесистой местности в полосе Карпат, 28 января овладели крупным административным центром Чехословакии городом ПОПРАД…
В БУДАПЕШТЕ продолжались бои по уничтожению окружённого гарнизона противника… Юго-западнее БУДАПЕШТА наши войска предприняли ряд сильных контратак, в результате которых улучшили свои позиции.

## 29 января1945 года. 1318-й день войны
Восточно-Прусская операция (1945). 11-я гвардейская армия 3-го Белорусского фронта, наступавшая вдоль левого берега реки Прегель, обошла Кёнигсберг с юга, к исходу 29 января перерезала автостраду, ведущую в Эльбинг, и вышла к заливу Фришес-Хафф на участке от Кёнигсберга до устья реки Фришинг. Войска группы армий «Север» были разделены на три части: 4 дивизии противника были прижаты к морю на Земландском полуострове; 5 дивизий с крепостными частями заблокированы в Кёнигсберге; до 20 дивизий окружены юго-западнее Кёнигсберга.
29 января три дивизии 4-й немецкой армии Хоссбаха начали прорыв на запад. В районе Эльбинга им удалось установить непосредственную связь с частями 2-й немецкой армии, в центре был взят Прейсиш-Холланд, на юге — Либштадт. На следующий день предполагалось ввести в сражение три подвижных соединения, но Хоссбах был отозван со своего поста. На этот шаг Гитлера толкнула телеграмма гаулейтера Коха, в которой последний обвинял 4-ю армию в том, что она, совершая дезертирство, трусливо пытается пробиться к рейху, в то время как Кох, со своим фольксштурмом собирается продолжать оборону Восточной Пруссии. В ночь на 30 января на командный пункт армии прибыл преемник Хоссбаха генерал Мюллер. 4-я армия получила приказ немедленно прекратить наступление на запад, занять оборону на достигнутых рубежах и направить свои подвижные соединения в распоряжение 3-й танковой армии.
Наступательная операция по разгрому группировки противника в районе Клайпеды. В ночь на 29 января части 4-й ударной армии 1-го Прибалтийского фронта форсировали Куршский залив и с боем захватили плацдарм на косе Курише-Нерунг. Начались ожесточённые бои за удержание плацдарма, а с 31 января — по очищению косы от немецких войск.
Висло-Одерская операция. 29 января войска 1-го Белорусского фронта прорвали Мезерицкий укреплённый район и перешли границу Германии западнее и северо-западнее Познани. К западу от Быдгоща, опираясь на инженерные укрепления Померанского вала, немецкие танки и пехота непрерывно контратаковали войска 47-й армии и местами отбросили их к югу от реки Нотец. 29 января здесь была введена в сражение 1-я армия Войска Польского, а 31 января — 3-я ударная армия Н. П. Симоняка.
Совинформбюро. В течение 29 января в ВОСТОЧНОЙ ПРУССИИ наши войска с боями заняли более 100 населённых пунктов… Одновременно наши войска северо-западнее города АЛЛЕНШТАЙН отбивали атаки крупных сил пехоты и танков противника, пытавшегося пробиться на запад…
В районе города ТОРУНЬ продолжались бои по уничтожению окружённых в городе частей противника.
Севернее и северо-западнее города БЫДГОЩ (БРОМБЕРГ) наши войска, продолжая наступление, овладели городом ФАНДСБУРГ…
Войска 1-го БЕЛОРУССКОГО фронта, развивая успешное наступление, пересекли границу Германии западнее и северо-западнее ПОЗНАНИ, вторглись в пределы немецкой Померании… В районе ПОЗНАНИ продолжались бои по уничтожению гарнизона противника, окружённого в городе.
Юго-западнее и южнее города КАТОВИЦЕ наши войска в результате наступательных боёв заняли более 70 населённых пунктов…
Войска 4-го УКРАИНСКОГО фронта, продолжая наступление в трудных условиях гсрно-лесистой местности в полосе Карпат, 29 января овладели городом НОВЫ ТАРГ…
В БУДАПЕШТЕ наши войска продолжали бои по уничтожению гарнизона противника, окружённого в западной части города (БУДА), и заняли 32 квартала.

## 30 января1945 года. 1319-й день войны
Восточно-Прусская операция (1945). 30 января танковая дивизия «Великая Германия», моторизованная дивизия «Герман Геринг» и несколько пехотных частей нанесли удар из района Бранденбурга (южнее Кёнигсберга) по левому флангу 11-й гвардейской армии 3-го Белорусского фронта, оттеснили её от побережья залива к востоку и восстановили связь с Кёнигсбергом. Упорное сопротивление врага на Земландском полуострове и в районе Кёнигсберга вынудило 43, 39 и 11-ю гвардейскую армии прекратить наступление. Войска 5, 28, 2-й гвардейской и 31-й армий подошли к Хейльсбергскому укреплённому району и местами прорвали его первую позицию.
С 28 по 30 января войска 4-й немецкой армии, стремясь прорваться к Мариенбургу, овладели узлами дорог Мюльхаузен и Прейс-Холлянд, углубились в оборону частей 48-й армии 2-го Белорусского фронта до 30 километров и подошли к Эльбингу на расстояние 10 километров. Для ликвидации прорыва противника К. К. Рокоссовский выдвинул на угрожаемое направление стрелковый, механизированный и два танковых корпуса, основные силы кавалерийского корпуса, механизированную бригаду, пять истребительно-противотанковых артиллерийских бригад и стрелковую дивизию, создав сплошной фронт от Алленштейна до залива Фришес-Хафф. 30 января восточнее Эльбинга 5-я гвардейская танковая армия нанесла удар по войскам противника. 17-я стрелковая дивизия, сражавшаяся в окружении, была деблокирована. Немецкие ударные части отступили на исходные рубежи. Правофланговые 50-я и 3-я армии приблизились к Хейльсбергскому укреплённому району и создали угрозу левому флангу контрударной группировки врага.
Подводная лодка С-13 А. И. Маринеско потопила на выходе из Данцигской бухты немецкий лайнер «Вильгельм Густлов».
Совинформбюро. В течение 30 января в ВОСТОЧНОЙ ПРУССИИ наши войска, продолжая наступление, овладели городами БИШОФШТАЙН, ВАРТЕНБУРГ… Одновременно северо-западнее АЛЛЕНШТАЙНА наши войска успешно отбили атаки пехоты и танков противника, пытавшегося пробиться на запад в направлении ЭЛЬБИНГА.
В нижнем течении ВИСЛЫ наши войска, сломив сопротивление противника, овладели городом МАРИЕНВЕРДЕР. В районе города ТОРУНЬ (ТОРН) продолжались бои по уничтожению окружённого гарнизона противника.
Северо-западнее города БЫДГОЩ (БРОМБЕРГ) наши войска овладели на территории немецкой Померании городами ЛИНДЕ, КРОЯНКЕ…
Западнее города ПОЗНАНЬ наши войска, продолжая наступление, овладели на территории Германии городами БЕТШЕ, ТИРШТИГЕЛЬ, БОМСТ…
В районе ПОЗНАНИ продолжались бои по уничтожению окружённых в городе частей противника…
Западнее и юго-западнее города КАТОВИЦЕ наши войска с боями продвигались вперёд и заняли более 60 населённых пунктов…
В полосе Карпат наши войска, продолжая наступление, овладели городом ЗАКОПАНЕ…
Севернее и северо-восточнее города ЛУЧЕНЕЦ наши войска, действуя в трудных условиях горно-лесистой местности, с боями заняли более 100 населённых пунктов…
В БУДАПЕШТЕ наши войска, продолжая бои по уничтожению окружённого гарнизона противника в западной части города (БУДА), полностью очистили от противника остров МАРГИТСИГЕТ и заняли 130 кварталов.

## 31 января1945 года. 1320-й день войны
Восточно-Прусская операция (1945). 31 января войска 3-го Белорусского фронта штурмом овладели городом Хейльсберг. Дальнейшее продвижение советских армий на всех направлениях было приостановлено противником.
Совинформбюро. Войска 3-гс БЕЛОРУССКОГО фронта 31 января штурмом овладели городами ХАЙЛЬСБЕРГ и ФРИДЛАНД…
Северо-восточнее и севернее города АЛЛЕНШТАЙН наши войска заняли более 40 населённых пунктов… Одновременно северо-западнее АЛЛЕНШТАЙНА атаки пехоты и танков противника были отбиты нашими войсками.
В районе города ТОРУНЬ (ТОРН) продолжались бои по уничтожению окружённых частей противника.
Северо-восточнее и севернее города ШНАЙДЕМЮЛЬ наши войска с боем овладели на территории немецкой Померании городами ФЛАТОВ, ЯСТРОВ…
Войска 1-го БЕЛОРУССКОГО фронта, продолжая успешное наступление к западу и юго-западу от ПОЗНАНИ, пересекли германскую границу, вторглись в пределы Бранденбургской провинции и 31 января с боем овладели городами ЛАНДСБЕРГ, МЕЗЕРИТЦ, ШВИБУС…
В районе ПОЗНАНЬ продолжались бои по уничтожению окружённого в городе гарнизона противника.
Западнее и юго-западнее города КАТОВИЦЕ наши войска с боями заняли более 40 населённых пунктов…
Севернее и северо-западнее города ЛУЧЕНЕЦ наши войска, продолжая наступление в трудных условиях горно-лесистой местности, с боями заняли более 60 населённых пунктов…
В БУДАПЕШТЕ продолжались бои по уничтожению окружённого гарнизона противника в западной части города (БУДА)…

## Перечень карт
1. Общий ход военных действий в третьем периоде войны. Декабрь 1943 г. — май 1945 г. (2,92 МБ)
2. Общий ход военных действий в летне-осенней кампании 1945 года (1,4 МБ)
3. Разгром Восточно-Прусской группировки. 13 января — 26 апреля 1945 года (1,6МБ)
4. Освобождение Польши 12 января — 3 февраля 1945 года (1,7МБ)
5. Западно-Карпатская наступательная операция 12 января — 18 февраля 1945 года (87КБ)
6. Будапештская операция (107КБ)

## Список литературы
1. ↑  Сводки, сообщения Совинформбюро и Приказы Верховного Главнокомандующего Вооруженными Силами СССР. 1941—1945 гг. Дата обращения: 19 января 2010. Архивировано 12 августа 2010 года.
2. ↑  История Великой Отечественной войны Советского Союза 1941—1945. Том четвёртый. Воениздат. МО СССР М.—1961 Архивная копия от 17 мая 2012 на Wayback Machine (стр.397)
3. ↑  Баграмян И.X. Так шли мы к победе. — М.: Воениздат, 1977. (стр.490)
4. ↑  История Великой Отечественной войны Советского Союза 1941—1945. Том пятый. Воениздат. МО СССР М.—1961 Архивная копия от 17 мая 2012 на Wayback Machine (стр.68)
5. ↑  Рокоссовский К. К. Солдатский долг. — М.: Воениздат, 1988. (стр.297)
6. ↑  Типпельскирх К. История Второй мировой войны. СПб.:Полигон; М.: АСТ, 1999. (стр.687)
7. ↑  Рокоссовский К. К. Солдатский долг. — М.: Воениздат, 1988. (стр. 303)
8. ↑  Типпельскирх К. История Второй мировой войны. СПб.:Полигон; М.:АСТ,1999. (стр.692)